# 868 (szám)
A 868-as (római számmal: DCCCLXVIII) egy természetes szám, amely a 867-et követi és a 869-et megelőzi.

## A szám a matematikában
A tízes számrendszerbeli 868-as a kettes számrendszerben 1101100100, a nyolcas számrendszerben 1544, a tizenhatos számrendszerben 364 alakban írható fel.
A 868 páros szám, összetett szám, kanonikus alakban a 22 · 71 · 311 szorzattal, normálalakban a 8,68 · 102 szorzattal írható fel. Tizenkét osztója van a természetes számok halmazán, ezek növekvő sorrendben: 1, 2, 4, 7, 14, 28, 31, 62, 124, 217, 434 és 868.
A 868 négyzete 753 424, köbe 653 972 032, négyzetgyöke 29,46184, köbgyöke 9,53908, reciproka 0,0011521.